# درة ميرك (باقران)
درة ميرك (بالفارسية: دره میرک) هي مستوطنة تقع في إيران في قسم باقران الريفي. يقدر عدد سكانها بـ 5 نسمة .